# Chùa Hà
Chùa Hà (Chữ Hán: 河寺) có tên chữ là Thánh Đức tự (Chữ Hán: 聖德寺), cùng với Đình Bối Hà, lập thành cụm di tích Đình - Chùa Hà nằm trên một mảnh đất, trước kia thuộc xóm Hà (nằm đối diện qua đường Cầu Giấy) - thôn Trung - xã Dịch Vọng, huyện Từ Liêm, nay là số nhà 86 phố Chùa Hà, phường Dịch Vọng, quận Cầu Giấy, thành phố Hà Nội. Chùa Hà cùng với chùa Duyên Ninh là 2 ngôi chùa cầu duyên ở miền Bắc.

## Lịch sử
Về thời điểm có chùa Hà có hai truyền thuyết. Truyền thuyết thứ nhất: vào thời Lý vùng Dịch Vọng đã có nhiều danh thắng nổi tiếng. Vua Lý Thánh Tông (trị vì 1054 - 1072) lúc 42 tuổi vẫn chưa có con nên đã cầu tự ở một ngôi chùa mà sinh ra Thái tử Lý Càn Đức ( Lý Nhân Tông ), do đó ngôi chùa này gọi là chùa Thánh Chúa để kỷ niệm sự kiện này. Trên đường đi vua còn ghé qua một ngôi chùa khác và ban tiền bạc cho chùa để trùng tu lại, vì vậy chùa này còn có tên là Thánh Đức tự. Vua Lý Thánh Tông đột ngột mất năm 50 tuổi, thái tử Càn Đức lên ngôi lúc 7 tuổi, tức là Lý Nhân Tông.
Truyền thuyết thứ hai: Chùa Hà được xây dựng lên để vua Lê Thánh Tông (trị vì 1460-1497) bày tỏ lòng nhớ ơn các đại thần Nguyễn Trãi, Nguyễn Xí, Đinh Liệt đã cưu mang mình và phế bỏ Lê Nghi Dân để đưa mình lên ngôi vua vào năm 1460.
Trải qua bao phen binh hỏa, chùa Thánh Đức đã bị phá hủy nhiều lần. Đến năm 1680 chùa vẫn còn lợp lá gồi, tường xây bằng gạch vồ nên người dân gọi là chùa Vồi. Đến đời vua Lê Hy Tông (1675-1705) có hai người quê làng Thổ Hà tỉnh Bắc Giang sang ở chùa để bán các đồ gốm sứ ở chợ trong và ngoài thành Thăng Long. Nhờ buôn bán phát đạt, hai gia đình này tình nguyện công đức số tiền lớn cùng nhân dân trong xóm xây dựng lại chùa với quy mô lớn bằng gạch ngói vào năm Chính Hòa (1680). Từ đó hai làng Thổ Hà và Dịch Vọng Trung kết nghĩa, đặt tên xóm có ngôi chùa là Bối Hà và chùa có tên nôm là chùa Hà. Đến ngày kỵ hàng tháng, hàng năm ở Thổ Hà, nhân dân xóm Bối Hà cử đoàn đại biểu sang lễ và ngược lại. Diện mạo của chùa hiện nay chính là kết quả của lần trùng tu lớn đó và những lần trùng tu sau này.
Phường Dịch Vọng và ban quản lý di tích chùa triển khai nâng cấp, xây dựng lại chùa Hà và đình Bối Hà rất khang trang, bề thế từ năm 1995 - 2003, tam quan được giữ nguyên vẹn.

## Kiến trúc
Các công trình kiến trúc của chùa được quy hoạch tập trung trong một khoảng không gian rộng thoáng. Ngoài cùng là cổng Tam quan xây hai tầng có hệ thống cầu thang lên ở phía trái. Tầng trên xây kiểu chồng diêm, giữa bờ đinh mái thượng đắp nổi hình mặt trời lửa đặt trên hình hổ phù, hai đầu kìm đắp hình rồng đuôi xoắn, miệng ngậm bờ nóc, mái lợp giả ngói ống. Tầng dưới chia làm ba gian, với 12 cột trụ xây nổi trên mặt tường. Tam quan có ba vòm cửa, cửa giữa rộng hơn (Ảnh 1).
Tầng hai Tam quan treo chuông đồng Thánh Đức tự chung niên hiệu Cảnh Thịnh thứ 7 (1799), một di vật thời Tây Sơn còn bảo quản nguyên vẹn. Chuông cao 1m20, chu vi đáy 1m80 được đúc tinh tế, phần trên bốn múi chuông được khắc nội dung văn chuông, phần dưới được khắc tứ linh: long ly quy phượng cách điệu mà rất sống động. Phía trên là hai con bồ lao đầu nhìn về hai phía, bốn chân gắn chặt vào chuông (Ảnh 2).

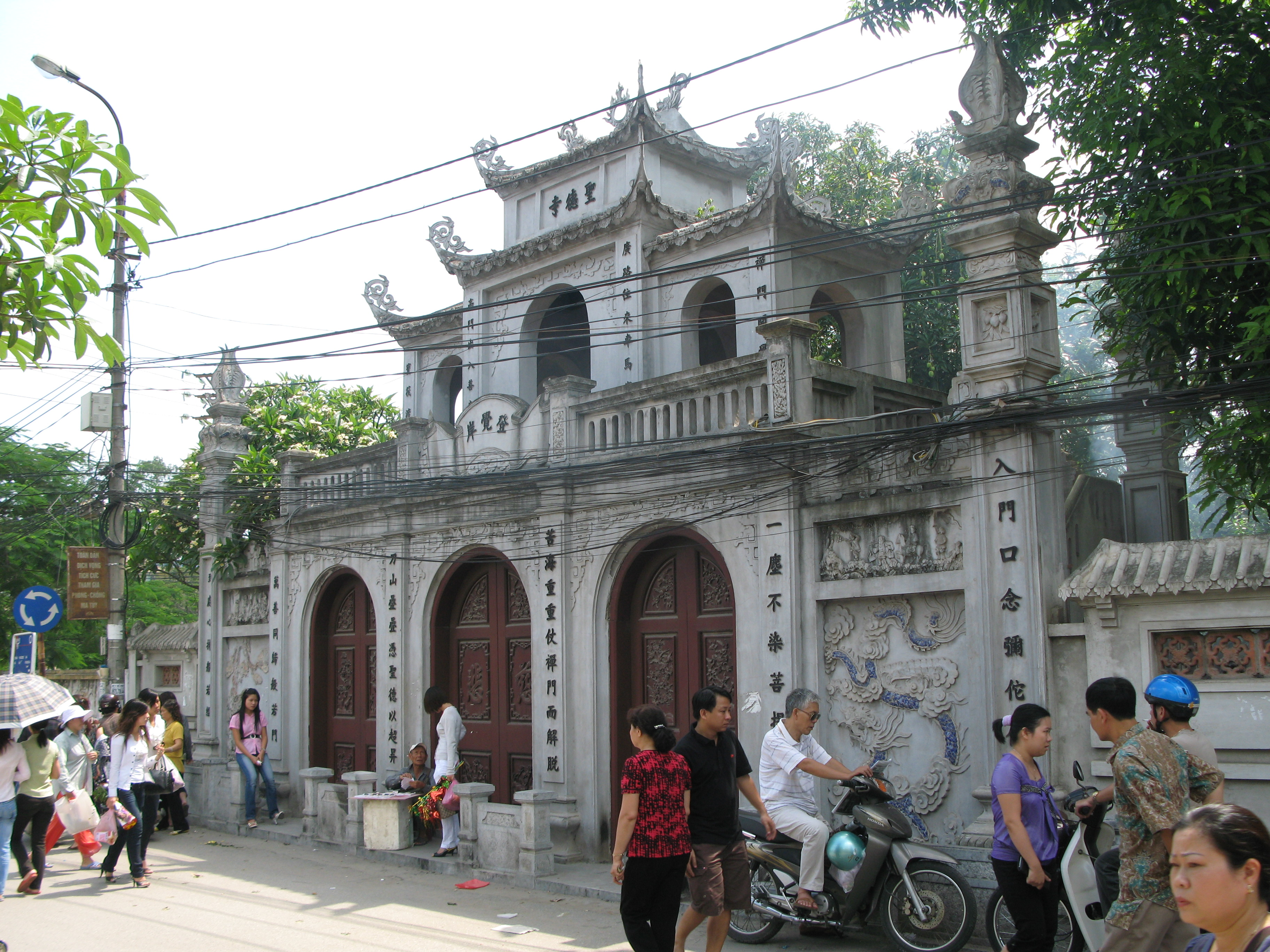
1. Cổng tam quan và gác chuông chùa Hà
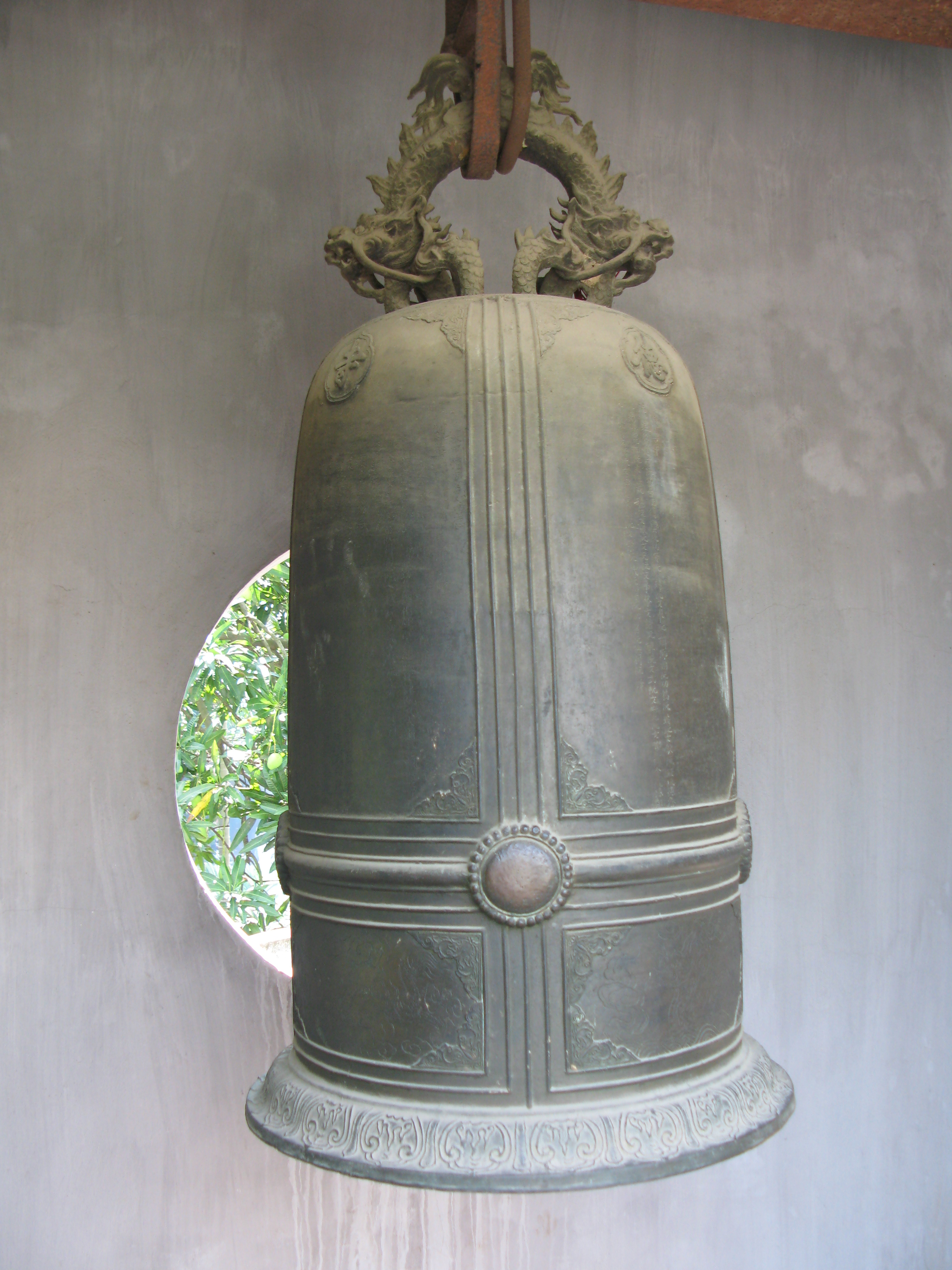
2. Chuông đồng
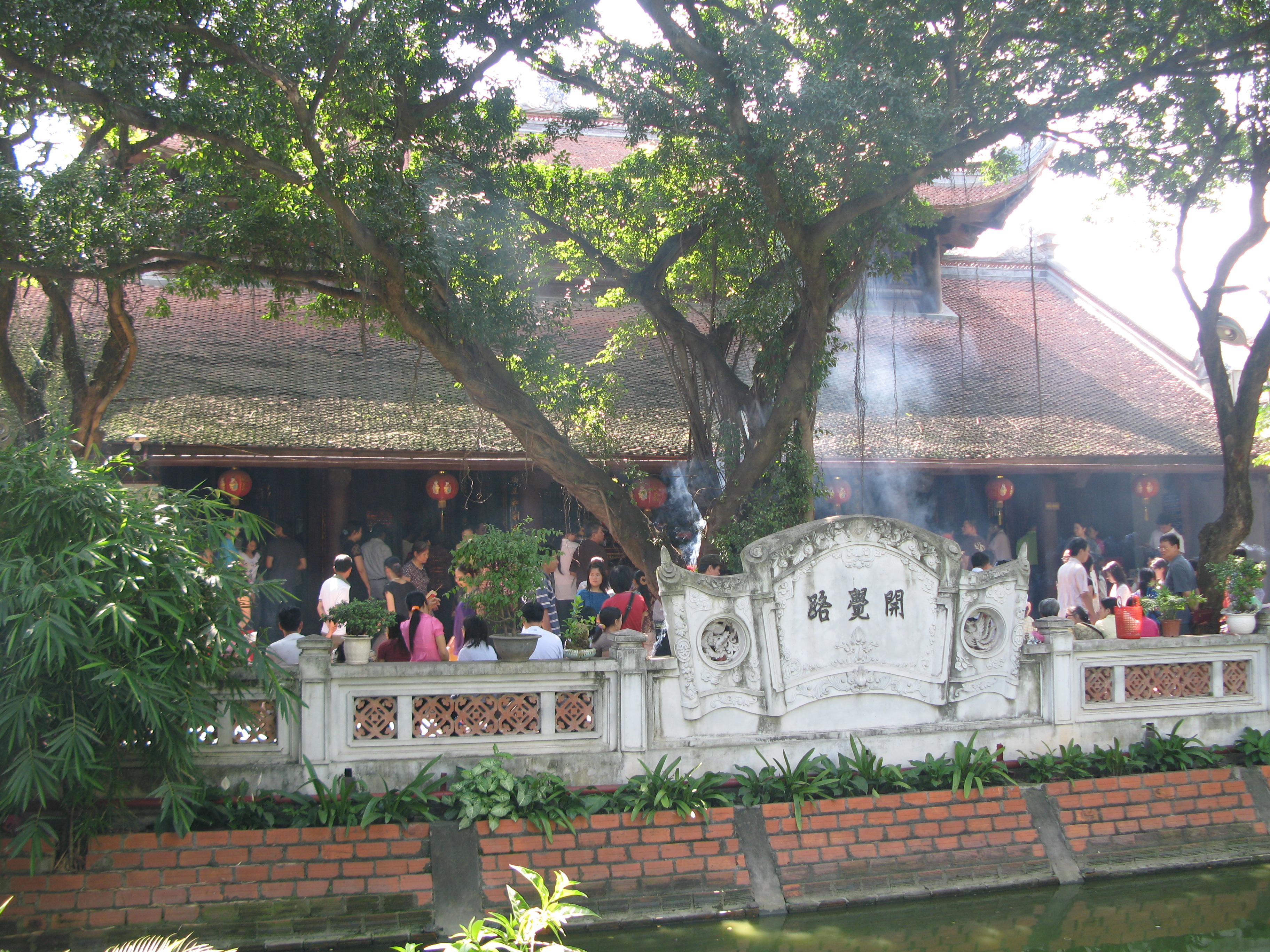
3. Cảnh trước cửa chùa ngày 1 âm lịch
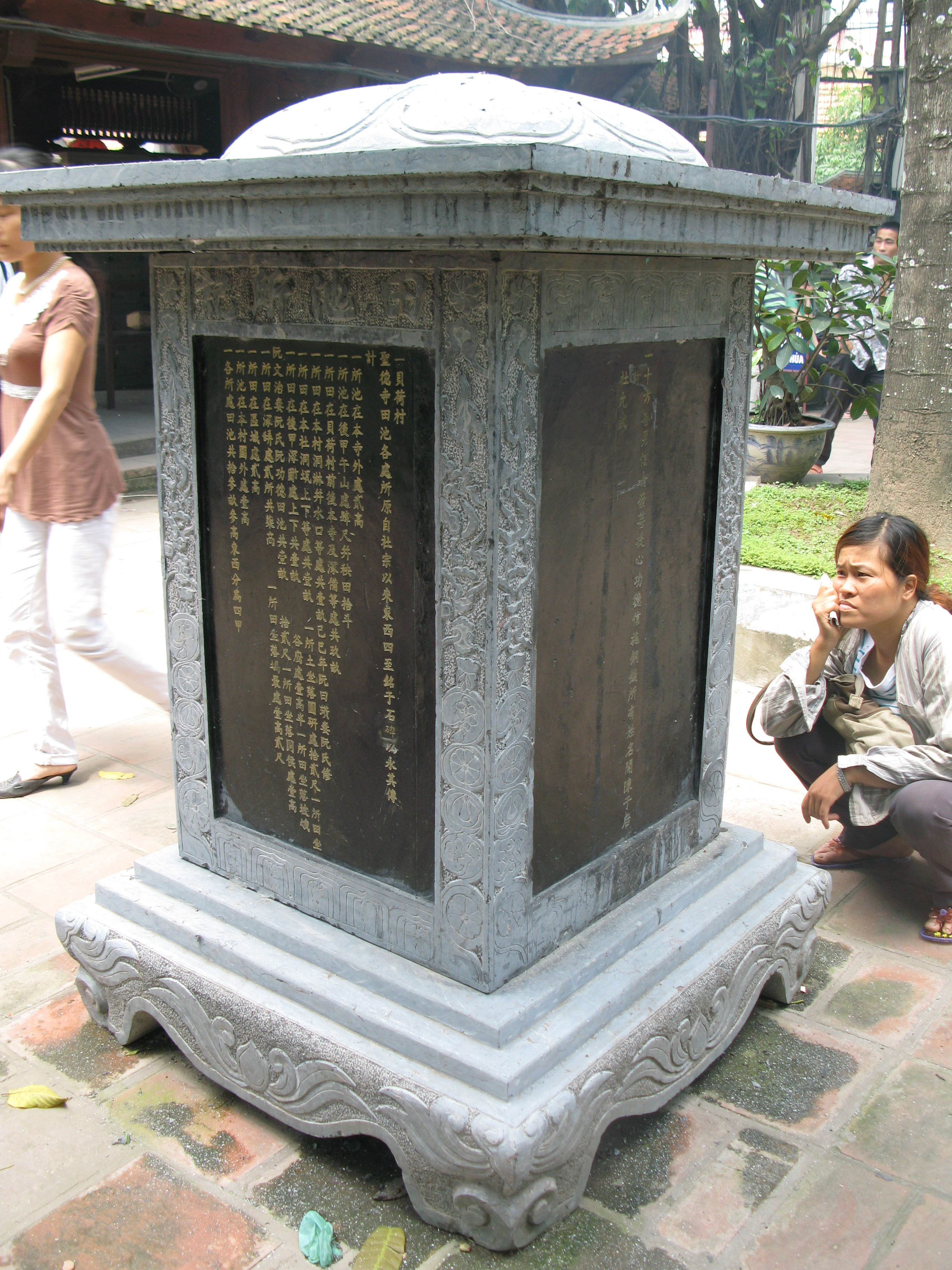
4. Bia chùa Hà

Sau cổng tam quan là vườn cây xanh, hồ nước hình bán nguyệt, cây đa và sân chùa (Ảnh 3). Bên cạnh hồ nước là bia đá bốn mặt Thánh Đức tự bi mới được phục chế gần đây. Ba mặt bia khắc chữ Hán theo nội dung lưu tại Thư viện Viện nghiên cứu Hán nôm, một mặt bia khắc chữ quốc ngữ. Bia chùa tạo năm Chính Hòa thứ 16 (1695), Tri huyện Nguyễn Đình Trạch soạn văn bia (Ảnh 4). Ở bên phải trước cửa chùa đặt 18 tấm bia hậu được tạo vào cuối thời Nguyễn ghi việc tu sửa và gửi hậu tại chùa (Ảnh 5).
Chùa Hà nhìn ra hướng tây, chùa chính kết cấu kiểu chữ Đinh có Tiền đường và Thượng điện, tam bảo năm gian rộng. Tòa phật điện của chùa được bố trí theo nhiều lớp. Lớp cao nhất là ba pho Tam thế thường trụ diệu pháp thân, đại diện cho Đức Phật ở thì hiện tại, quá khứ và tương lai. Lớp thứ hai: tượng A Di Đà có kích thước lớn, Quan Thế Âm Bồ Tát, Đại Thế Chí Bồ Tát. Phía dưới tượng A Di Đà: tượng A Nan Đà, Đức Ông. Đức Ông chùa Hà rất linh thiêng nên dân quanh vùng có câu Đức Ông chùa Hà, Đức Bà chùa Hương. Phía ngoài chính điện giáp với đại bái là tượng Thích Ca sơ sinh (Ảnh 6). Lớp tượng ở nhà bái đường nổi bật nhất là tượng Thiên Tướng Hộ pháp cao lớn mặc áo giáp vàng ngồi trên con sấu. Hai bên đầu hồi còn đặt 8 vị Thần Vương Hộ pháp.
Phía sau chính điện của chùa là Điện Mẫu. Kiến trúc Điện Mẫu bao gồm phía trước là phương đình, phía sau là Thần điện. Trong phương đình có đặt đỉnh hương và đôi hạc lớn (Ảnh 7). Phía sau phương đình là nhà bái đường gồm 5 gian làm theo kiến trúc cổ. Gian chính giữa đặt Mẫu Thượng Thiên trang phục màu đỏ, bên trái là tượng Mẫu Thượng Ngàn trang phục màu xanh, bên phải là tượng Mẫu Thủy trang phục màu trắng, ngoài ra còn có tượng các ông hoàng, bà chúa, tượng cô cậu khác (Ảnh 8). Đặc biệt là bức phù điêu Bát Tiên treo bên trái hồi rất sống động. Bàn thờ phía dưới cùng của Điện Mẫu là Ngũ Hổ thần quan, hay gọi nôm là Quan Năm Dinh, biểu tượng bằng 5 mãnh hổ với màu sắc khác nhau.
Ở chùa Hà cách đây vài năm còn lưu giữ nhiều hiện vật cổ bằng gốm như bát hương, chĩnh, ang, vại đựng nước thể hiện sự tôn kính và tín ngưỡng của người Thổ Hà xứ Kinh Bắc xưa kia. Hiện nay (2009) những hiện vật này đã bị bỏ đi hết, bát hương gốm cổ được thay thế bằng đồ đồng có khắc tên người công đức, đồ sành đựng nước thay bằng vòi nước máy. Chùa không những là chùa cầu duyên mà còn là khu du lịch cho những ai chưa đặt chân đến miền đất Hà Nội và nhất là đặt chân đến chùa.

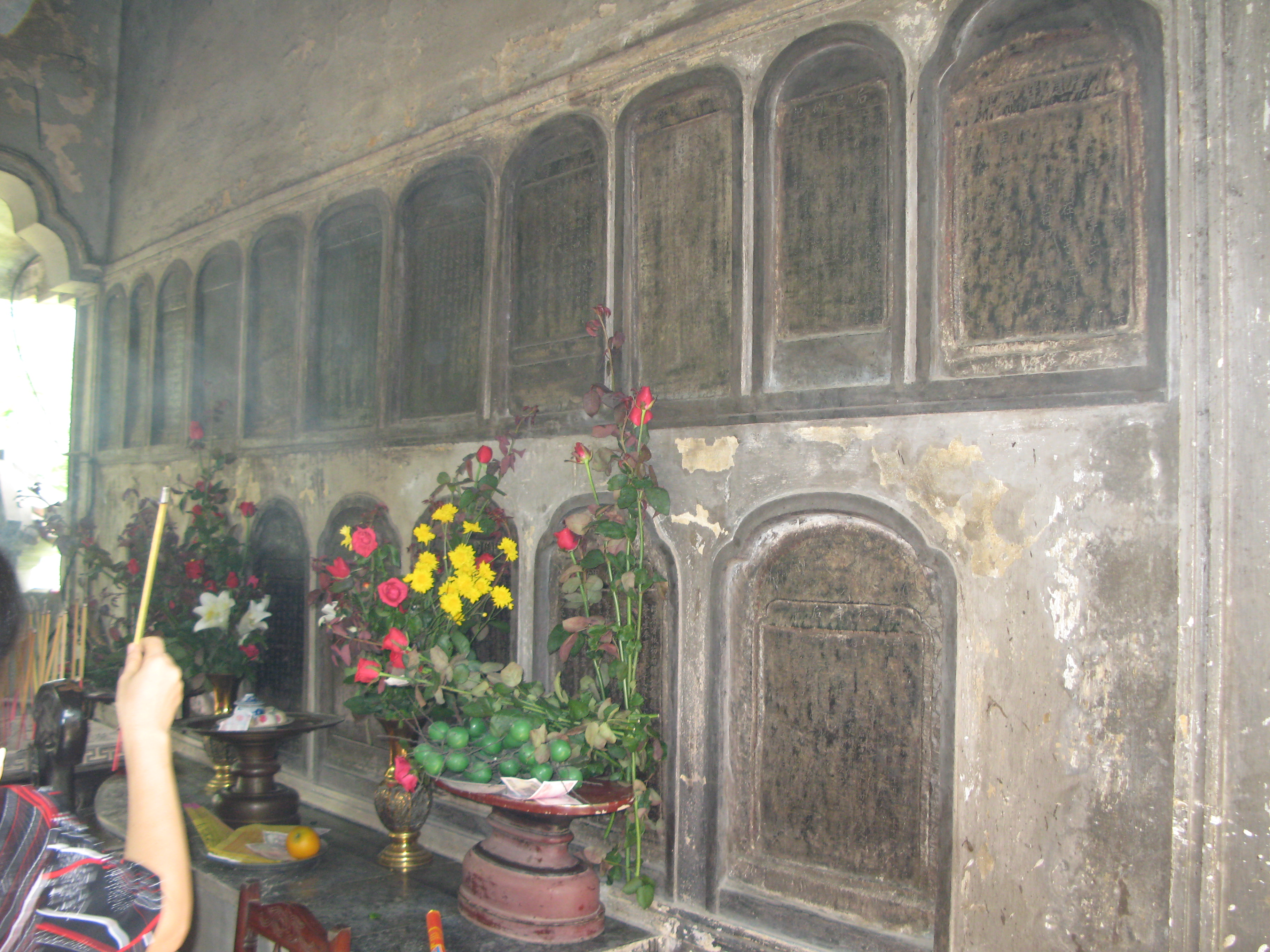
5. 18 tấm bia thời Nguyễn
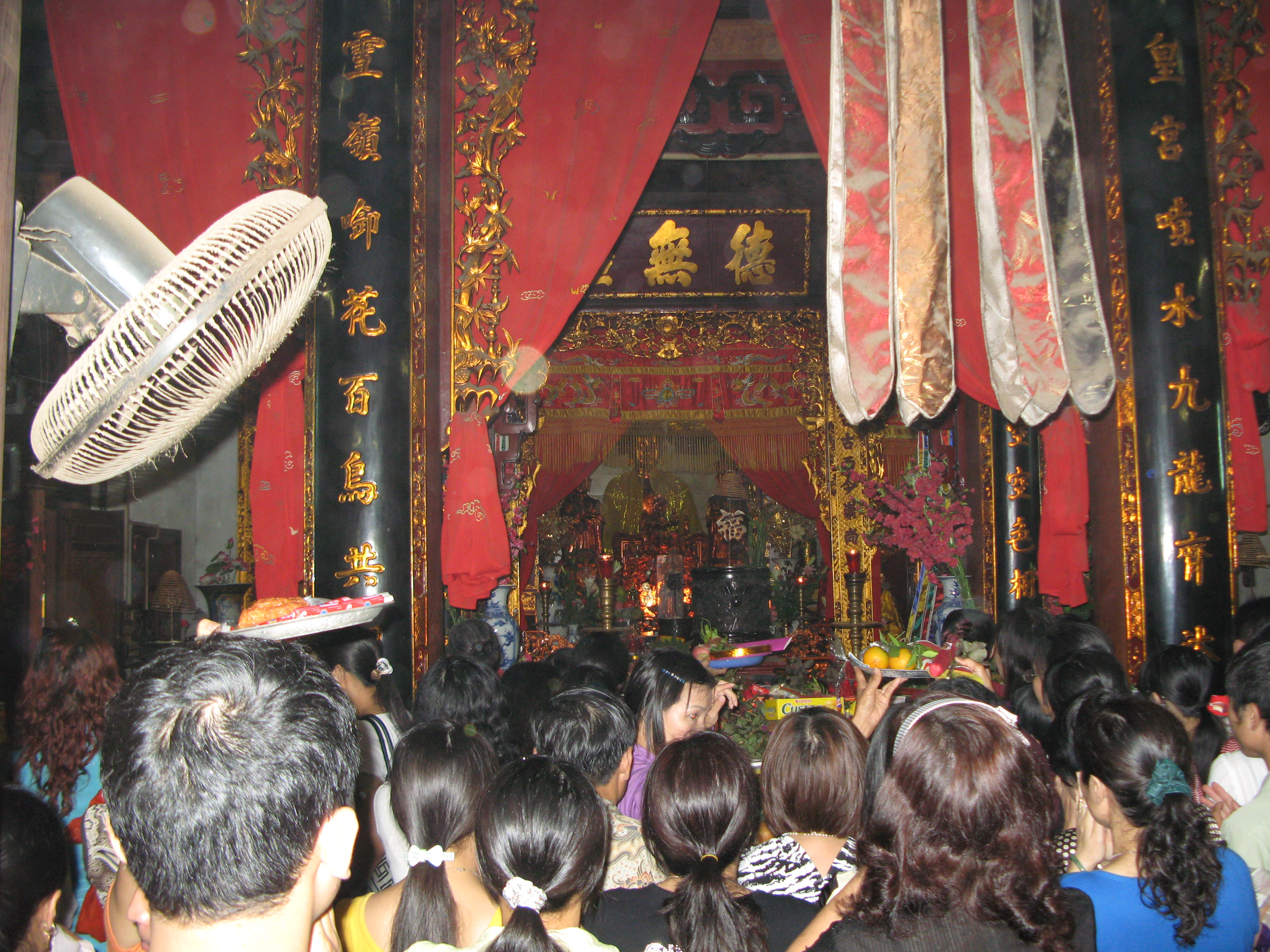
6. Khách đến lễ bên trong chùa
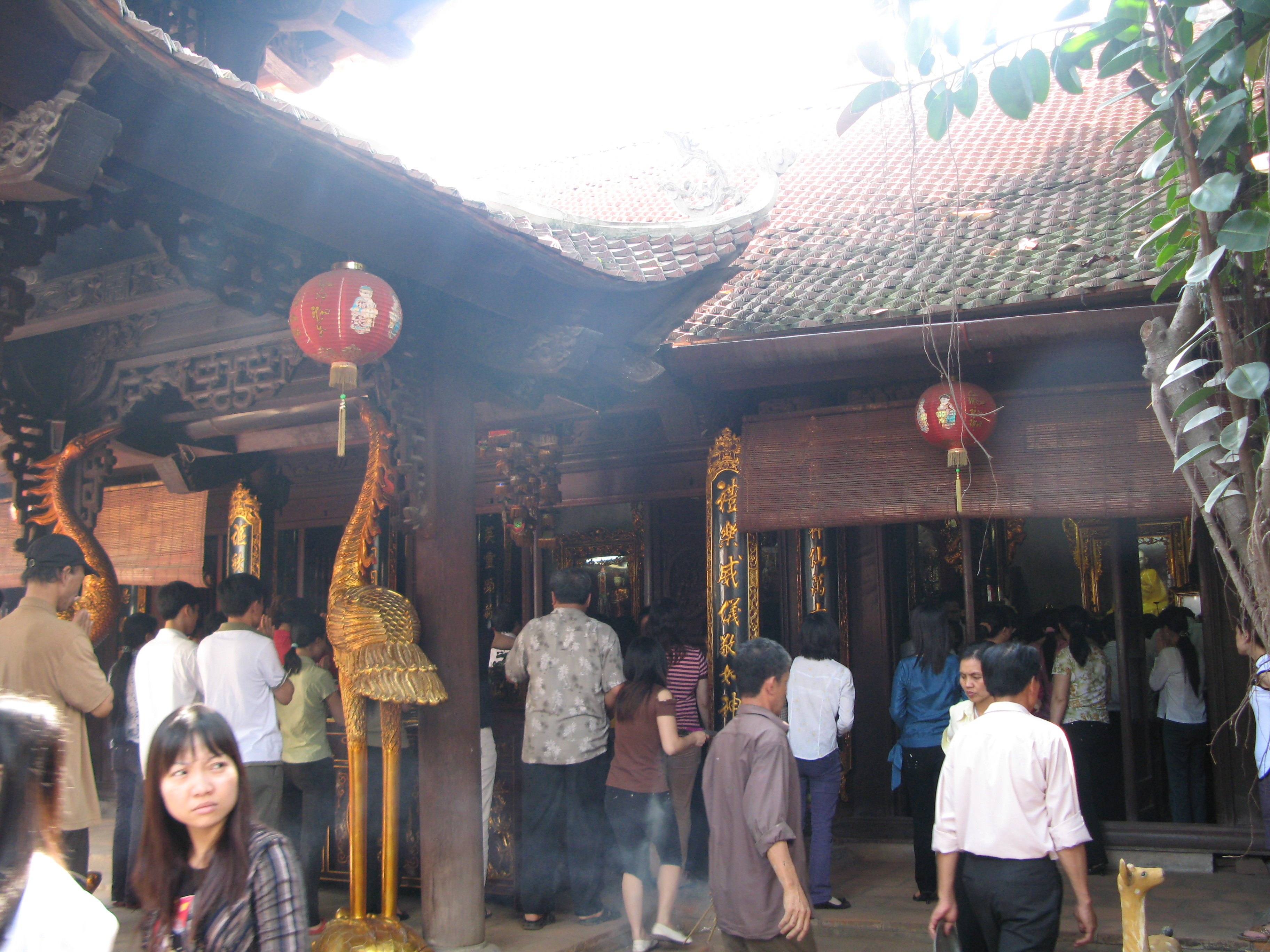
7. Phương đình và Điện Mẫu
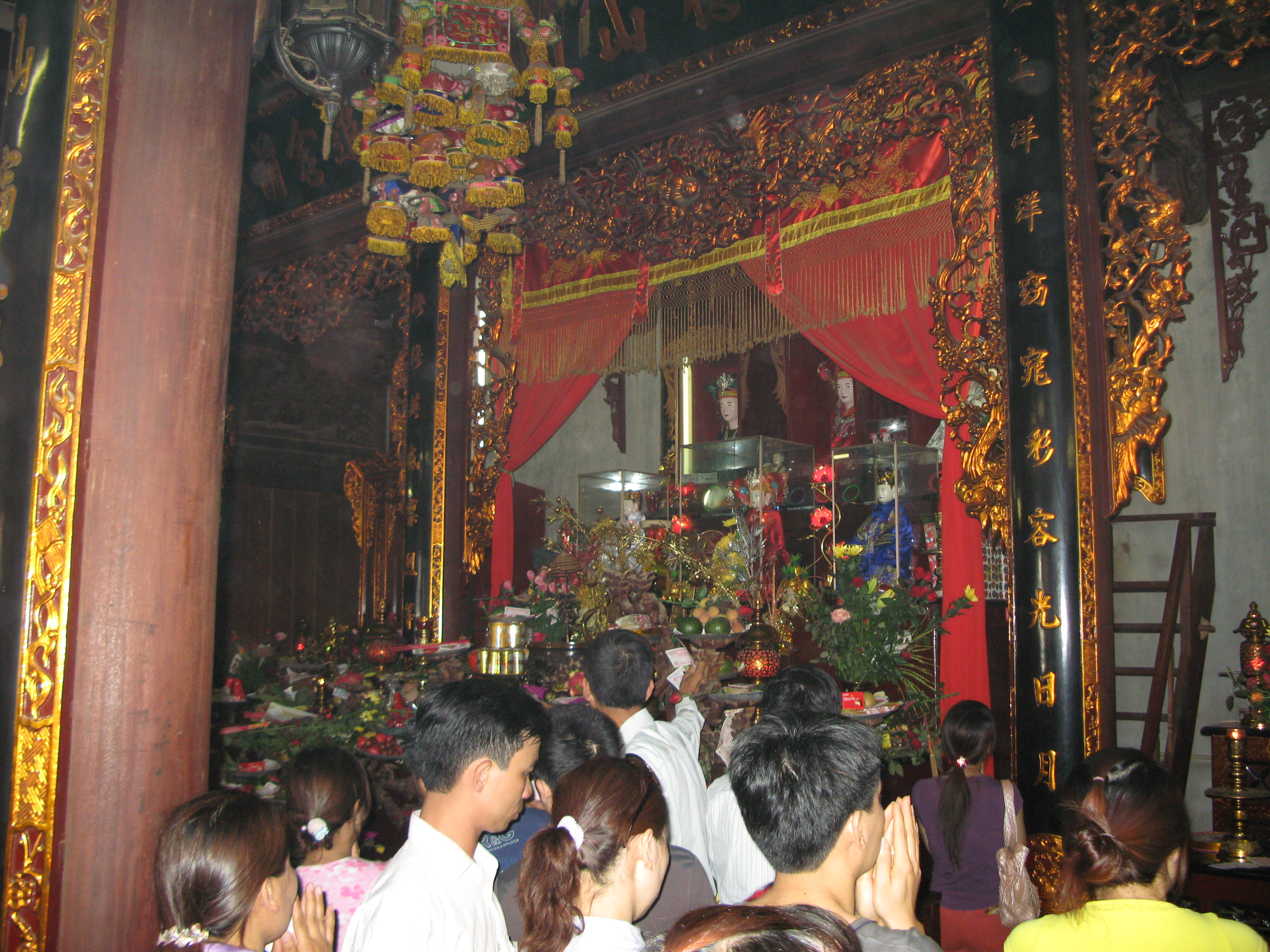
8. Bên trong Điện Mẫu

## Đình Bối Hà

### Lịch sử
Đình Bối Hà thờ Thành hoàng làng là Triệu Chí Thành. Triệu Chí Thành là con của ông Triệu Xương và bà Lý Thị Thích, người Chu Diên trang Thái Bình (nay là huyện Mê Linh, Hà Nội). Ngày 11 tháng 1 bà sinh hạ một cậu bé khôi ngô tuấn tú, tướng mạo lạ thường. Bấy giờ Triệu Việt Vương đóng đô ở Từ Liêm rồi rút về đầm Dạ Trạch để chống cự với quân của Trần Bá Tiên. Triệu Việt Vương được thần tiên Chử Đồng Tử ban cho móng rồng để chế tác nỏ thần đánh đuổi quân Lương. Triệu Chí Thành được trao chế tác nỏ, nỏ bắn bách phát bách trúng, mỗi lần bắn tiêu diệt hàng trăm quân địch, vì vậy tướng Dương Sằn đã bị bắn chết. Quân Lương đại bại chạy về Bắc quốc năm 550.
Sau khi dẹp yên quân Lương, Triệu Chí Thành lâm bệnh nặng, Triệu Việt Vương đến thăm và hỏi: Ngài cần gì trẫm sẽ báo đáp. Triệu Chí Thành trả lời: Thần không có ý nguyện gì, chỉ xin bệ hạ đem cờ tướng lệnh đã ban cho thần đến Thạch Bàn, Long Đầu tung lên trời, cờ bay đến đâu xin cho nhân dân ở đó được lập đền thờ và miễn mọi tô thuế lao dịch cho họ. Triệu Việt Vương vui vẻ nhận lời, ngày 12 tháng 8 năm đó liền sai đem cờ tướng lệnh đến Thạch Bàn, Long Đầu tung lên trời và Triệu Chí Thành cũng hóa. Cờ tướng lệnh bay tới trang Dịch Vọng Trung thì dừng lại, sứ thần biết tin về tâu với vua. Vua đã cho nhân dân địa phương lập đền thờ Triệu Chí Thành, gia phong là Đại Vương. Đền thờ Triệu Chí Thành nay là đình Thọ Tháp và đình Bối Hà thôn Dịch Vọng Trung. Như vậy đình Bối Hà được xây dựng từ năm 550 thời vua Triệu Việt Vương.
Đình Bối Hà do bị xuống cấp nghiêm trọng nên được nhân dân làng Bối Hà và tín thí thập phương xây lại khang trang, hoành tráng về kiến trúc nghệ thuật; tôn nghiêm về bài trí nội thất.

### Kiến trúc
Đình Bối Hà kiến trúc theo kiểu chữ Đinh nhìn hướng Tây, tuân thủ quy luật âm dương: tiền quảng đại, hậu thần mật; tiền náo nhiệt, hậu túc tĩnh. Phía ngoài là thiên trụ, trên đắp phượng hoàng chầu tứ phương và hổ phù, nổi bật là câu đối Đền miếu huy hoàng, nhân kiệt địa linh thiên cổ mãi; Uy thần vời vợi, người khỏe của lắm vạn năm dài (Ảnh 9).
Bên cạnh thiên trụ là một nghi môn nhỏ, trên đề Bối Hà miếu (có khả năng đây là tên gọi đầu tiên của đình Bối Hà). Đi qua nghi môn vào sân đình, tiếp đến là thiên trụ thứ hai ngăn cách giữa sân lớn và sân nhỏ, đỉnh thiên trụ đắp nổi đôi nghê. Trên thiên trụ là đôi câu đối Thiên trụ vững vàng, đối diện Tản Viên ngời thắng cảnh; Đền thần vòi vọi, chảy hoài Tô Lịch tỏ danh lam (Ảnh 10). Đi từ sân lớn lên sân nhỏ ngước lên phía trên là nóc đình được đắp đôi rồng chầu mặt trời, đầu bờ nóc được khóa chặt bởi hai đầu rồng.
Đi qua những hàng cửa bức bàn bào trơn đóng bén là vào đại bái, sừng sững những hàng cột thiết mộc được treo những câu đối lòng máng nền gấm chữ đen. Đặc biệt ở gian giữa nổi bật bức hoành phi Thánh cung vạn tuế, dưới là câu đối nói về sự tích Triệu Chí Thành: Xem thế non sông lạ, Long Đỗ linh thiêng xây điện miếu; Dẹp Lương lập công to, Diên đô cờ phóng dựng đền thờ (Ảnh 11).
Về đồ tế khí, ngoài bát bửu, lư hương đồng, long ngai, bài vị thì đình Bối Hà còn có đôi hạc đứng vững chắc trên lưng rùa.

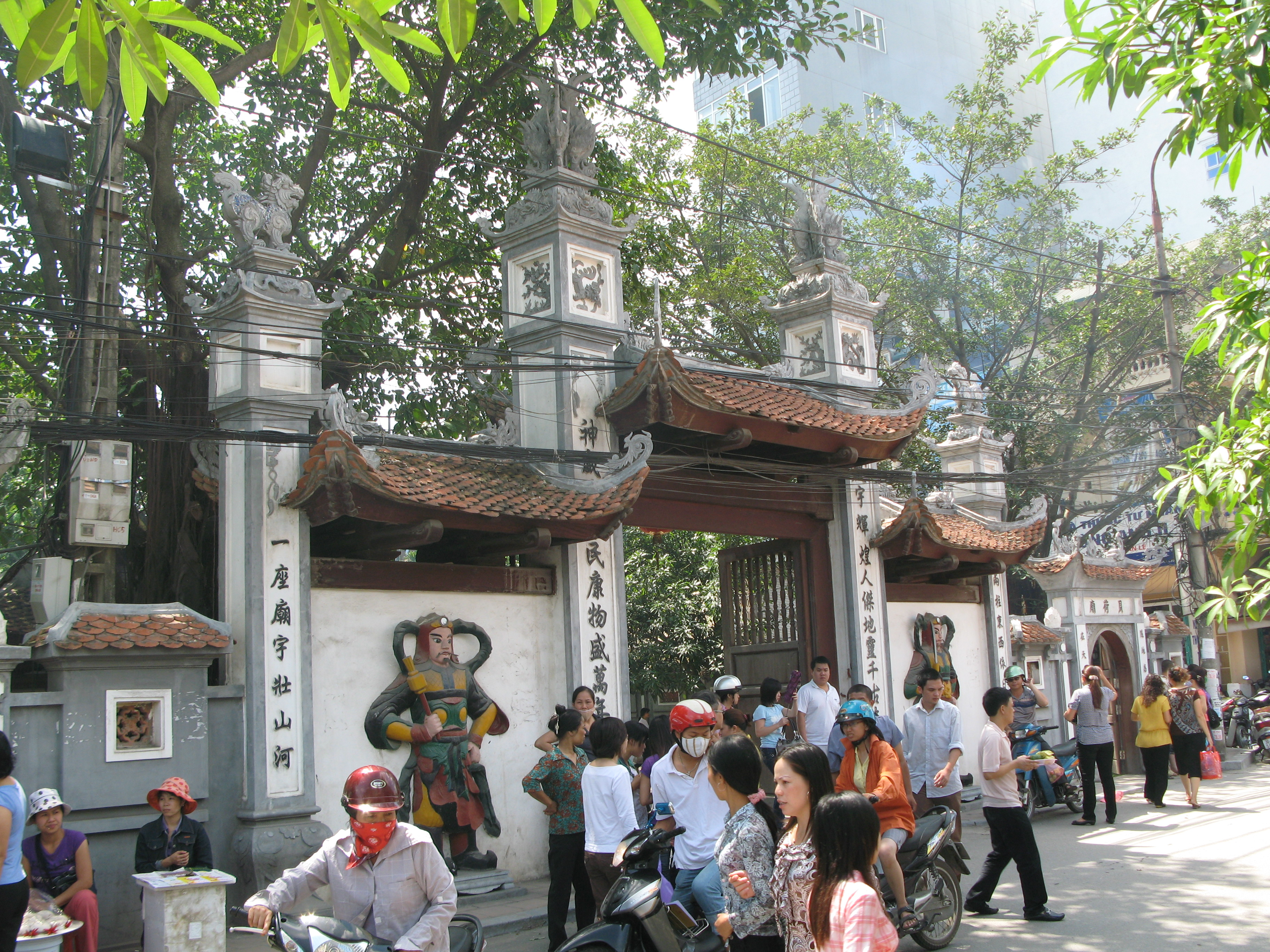
9. Cổng đình Bối Hà
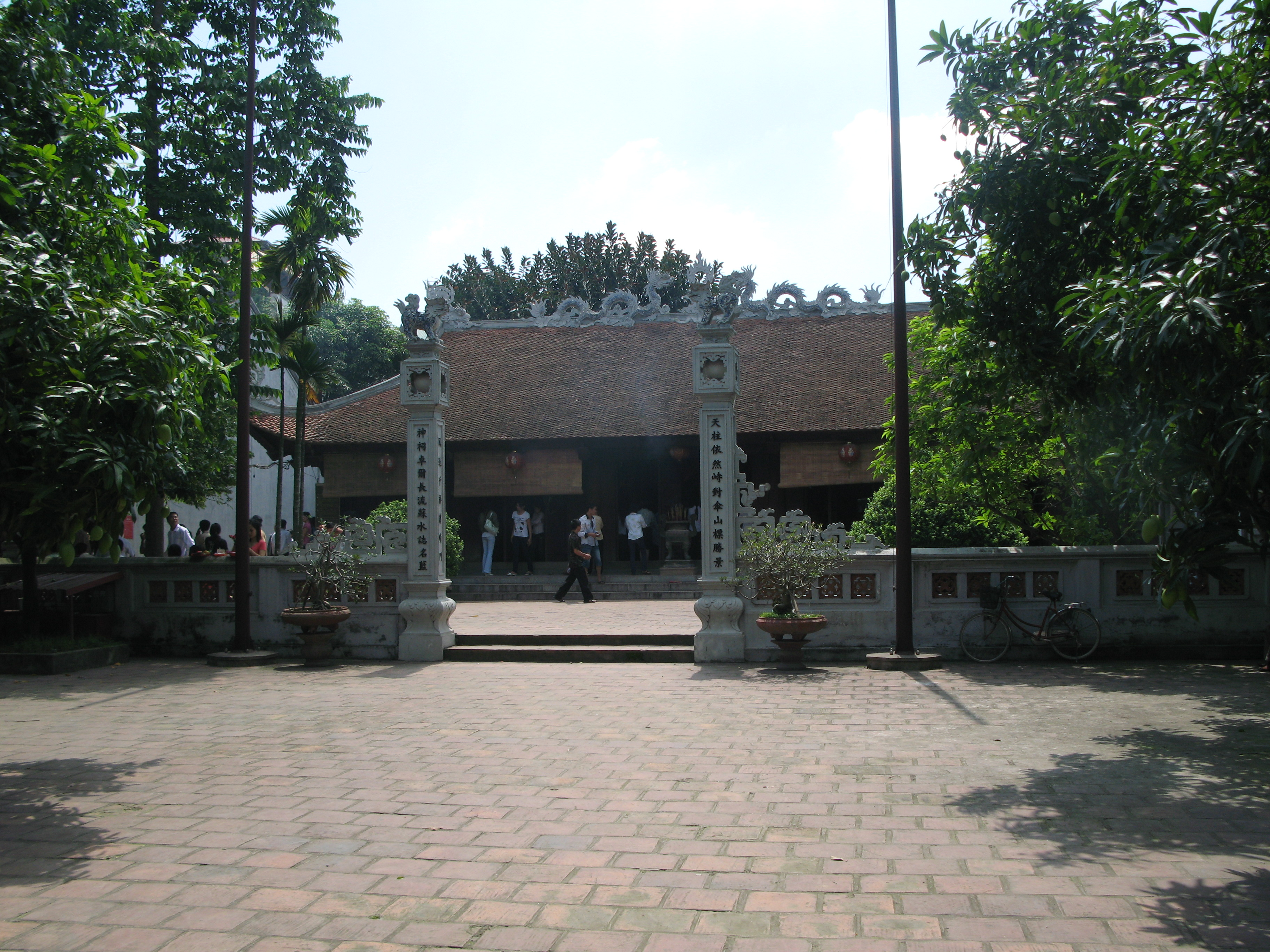
10. Bên ngoài đình
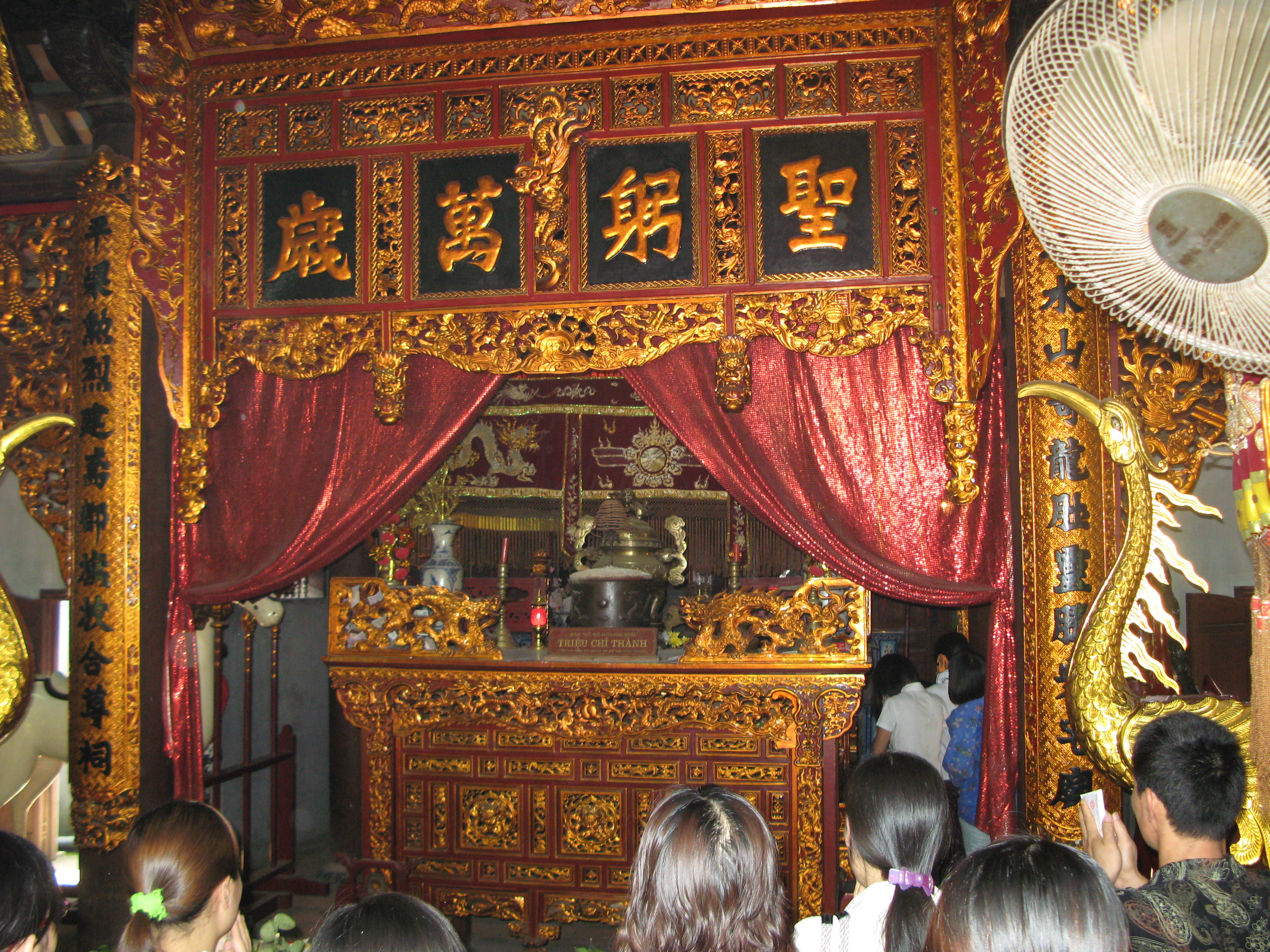
11. Bàn thờ chính trong đình
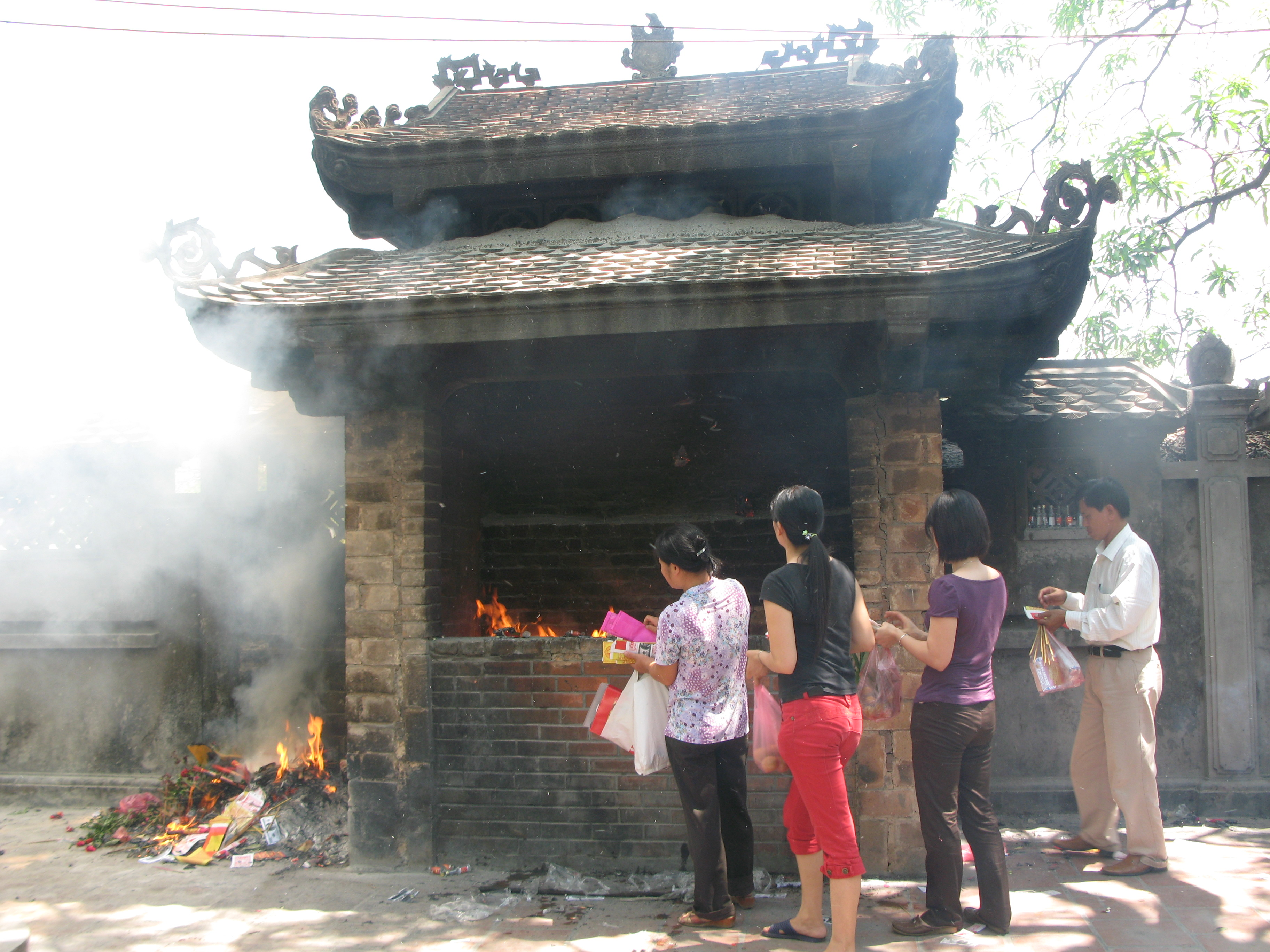
12. Hóa vàng sau khi lễ chùa

## Du lịch và lễ hội
Chùa Hà được nhà nước xếp hạng di tích lịch sử văn hóa năm 1996. Hiện nay đình và chùa Hà thường tổ chức các lễ hội: 
- Ngày 11 tháng 1 âm lịch kỷ niệm ngày sinh của Thành hoàng Triệu Chí Thành.
- Ngày 12 tháng 8 âm lịch kỷ niệm ngày hóa của Thành hoàng.
- Ngày 12 tháng 2 âm lịch là ngày vào đám cầu phúc, cầu mưa thuận gió hòa, người khỏe của nhiều. Trong lễ hội thường diễn ra các tiết mục như đánh cờ người, đánh đu, kéo co, hát cửa đình, múa sư tử...

Đình - chùa Hà thu hút ngày càng đông khách tham quan du lịch gần xa. Nhất là cứ đến ngày sóc vọng (mùng 1 và 15 âm lịch) hàng tháng, đình chùa Hà chật ních người đến thắp hương lễ Phật cầu Thánh, trong ngoài chùa mù mịt khói hương (Ảnh 3, Ảnh 12). Họ cầu mong Phật, Thánh giải bỏ tất cả tai ách, đem đến cho họ nhiều phúc lộc. Đặc biệt, trai gái Hà Nội hay đến chùa Hà để cầu tình duyên: trai gái đang yêu nhau thì đến cầu thành vợ thành chồng, chưa có người yêu thì đến cầu cho chóng có người yêu.